# Стрижова, Анна Николаевна
Анна Николаевна Стрижова (10 (22) декабря 1898 год, Нижний Новгород — 1971, Саратов) — советская театральная актриса, народная артистка РСФСР.

## Биография
Анна Николаевна Стрижова родилась 10 (22) декабря 1898 года в Нижнем Новгороде в семье портного. Отец, бывший крестьянин, рано умер. После окончания гимназии работала машинисткой в нотариальных конторах. 
С 1919 года занималась в драмкружке при клубе моряков Балтфлота, части которых были отправлены на защиту Царицына и имели в Нижнем Новгороде свой штаб. В 1920 году, когда при Новгородском губпрофобре открылась драматическая школа, она поступила туда по рекомендации И. А. Ростовцева. Одновременно в 1922—1923 годах играла во 2-м городском театре «Весёлые маски».
После окончания драматической школы с 1923 по 1929 годы выступала в 1-м городском театре Нижнего Новгорода (сейчас Нижегородский государственный академический театр драмы имени М. Горького), где стала ведущей артисткой, исполнительницей бытовых характерных ролей. На гастролях познакомилась с молодым, талантливым актёром А. С. Краснопольским и вышла за него замуж. Супруги решили перейти в Саратовский драматический театр.
С 1929 года играла в Саратовском театре драмы им. К. Маркса. За более чем 30 лет работы в театре сыграла десятки ролей.
Умерла в 1971 году в Саратове, похоронена на Воскресенском кладбище.

### Семья
- Муж — актёр Алексей Сергеевич Краснопольский (1904—1967), заслуженный артист РСФСР, заслуженный деятель искусств РСФСР.
  - Дочь (род. 1929).

## Награды и премии
- Заслуженная артистка РСФСР (1942).
- Народная артистка РСФСР (1957).

## Работы в театре
- «Сердце не камень» А. Н. Островского — Огуревна
- «Лес» А. Н. Островского — Улита
- «Волки и овцы» А. Н. Островского — Анфуса Тихоновна
- «Без вины виноватые» А. Н. Островского — Галчиха
- «Бесприданница» А. Н. Островского — Ефросинья Потаповна
- «Последняя жертва» А. Н. Островского — Глафира Фирсовна
- «На всякого мудреца довольно простоты» А. Н. Островского — Глумова
- «Доходное место» А. Н. Островского — Кукушкина
- «Гроза» А. Н. Островского — Кабаниха
- «На дне» М. Горького — Квашня
- «Мещане» М. Горького — Акулина Ивановна
- «Последние» М. Горького — Федосья
- «Егор Булычов и другие» М. Горького — Ксения и Зобунова
- «Так и будет» К. Симонова — Анна Георгиевна Греч
- «Слава» В. Гусева — Мотылькова
- «Бойцы» Б. Ромашова — Аграфена Тимофеевна
- «Платон Кречет» А. Е. Корнейчука — Христина Архиповна
- «Русские люди» К. Симонова — Сафонова